# 社員紹介採用
社員紹介採用（しゃいんしょうかいさいよう）は、企業が自社の社員に人材の紹介を受ける採用手法。別名、リファラルリクルーティング、リファラル採用。単にリファラル、紹介採用とも。企業側と人材側のミスマッチが起こりにくいため、比較的社員が定着しやすいとされる。

## 概要
実際にその会社で働いている社員が、友人や知人の能力を見定めて企業に対して紹介をする。中途採用だけではなく、新卒採用にも用いられる。
紹介された相手は、紹介した社員から企業に関しての知識を得ることができる。実際の従業員に詳しく話を聞いた上での入社となるため、入社後のトラブルやミスマッチの発生を抑えることができる。一方企業側は、自社の社員に紹介を受ける形になるため、採用コストを抑えることができる。また、入社する社員は企業への適性が高い場合が多いため、離職率が低い。
日本国外においては、社員紹介採用のために社員向けの社内システムを用意している企業も多い。代表的なシステムはMyRefer（マイリファー）、Refcome（リフカム）など。あわせてLinkedIn、FacebookやTwitter等のSNSの活用も行われている。
社員紹介採用を制度化している企業は、中小企業を中心に増加している。
縁故採用とは採用候補者が社員からの紹介を受けている点で共通しているが、紹介した者に権力や影響力があるかどうかは無関係な点で異なる。また、面接などの結果次第では採用されないこともあるので、紹介を受けた者が絶対に採用されるわけではない。

## 効果

### メリット
社員紹介採用には双方に数多くのメリットが存在する。

#### 企業側のメリット
- 求人広告や他企業による仲介を必要としないため、採用に要するコストを大幅に削減することができる。紹介した社員に対してインセンティブを支払うことがあるが、その場合でも仲介会社を利用する場合と比較すれば費用を削減できる[9]。
- 既存のいわゆる「転職市場」の人材だけでなく、将来的な転職を視野に入れている人材に対してもアプローチが可能であるため、独自のルートで新たな人材を獲得することができる。
- 入社してくる社員が既に職場のイメージを完成させている場合が多いため、採用等にかかる手間を省くことが可能になる。

#### 従業員側のメリット
- 従業員が採用に関わることで、自身が会社に求められている役割、企業の状況などについて考える機会が与えられる効果が期待される。
- 入社する社員は、入社先に関して一定の知識を持った状態で入社するため、比較的容易に定着できるとされる[3]。

### デメリット
社員紹介採用によって発生するおそれのあるデメリットは存在するが、その数は比較的少ない。
- 従業員と人材の間の個人的な関係に基づいて紹介が行われるため、人材の偏りが起こりやすい。
- 採用に対する知識の不足した従業員が採用に携わることになるため、事前に相応の教育が必要である。
- 紹介を受けたからといって、絶対に内定や採用、入社につながるわけではない[1][10]。そのため、紹介を受けた者が不採用となった場合、紹介した従業員との関係が悪化するおそれがある[6][10]。

## インセンティブと注意点
米国の採用コンサルティング会社CareerXroads（CXR）の調査では、この制度を採用する米国企業の約8割が紹介ボーナスの制度を取り入れている。
なお、日本では紹介した従業員に対してインセンティブを支払う場合、賃金や給与などとして支払わなければならない。これは、職業安定法の規定により、労働者の募集に対して報酬を与えることが原則禁止されているためである。

## 米国での採用事例
アメリカ合衆国では社員リファラル制度（Employee Referral Program）を採用している企業が多い（厳密には社員以外のOBやOG、取引先、カスタマーなどからの紹介もあるが、そのほとんどは社員による紹介が占める）。
インセンティブは金銭以外にもカーナビやiPodなどを提供する場合もある。

## 日本での採用事例
2020年現在、多くの企業で社員紹介採用の活用が広まっている。この項には企業における活用の一部を示す。
- トヨタ自動車 - 2020年6月より制度を運用している[2]。
- サイバーソリューションズ - 2001年より活用[11]。
- メルカリ - リファラル採用で入社した社員が全体の5割である[12]。
- 富士通 - キャリア採用の一環として2018年より導入した[12]。
- サイバーエージェント - 人事担当が候補者に面談に出向くなど、他の取り組みとあわせて取り入れられている[13]。